# Jeet Gannguli
Jeet Gannguli (nacido en chandrajeet Ganguly, bengalí: চন্দ্রজিৎ গাঙ্গুলী), popularmente conocido como Jeet, es un cantante y compositor indio, que ha escrito y compuesto temas musicales para películas de los cines bengalí e hindi. Gannguli se inició en el mundo de la música a la edad de tres años. Fue estudiante de Baranagore Ramakrishna Mission Ashrama High School, en donde completó sus estudios. Más adelante se graduó de la Universidad de Calcuta. Se formó en música clásica de la India bajo la guía de su padre Kali Ganguly y su tía Pisima (hermana del padre). Estudió música clásica occidental como el jazz y el rock junto con el guitarrista de jazz, Karlton Kitto. Jeet Gannguli actualmente trabaja como director de música para el Bollywood.
Además consiguió su primera rotura junto con el director de cine, Sanjay Gadhvi, cuando el firmó un contrato para dirigir una película titulada "Tere Liye" y a su vez Jeet Gannguli, con sus amigos, entre ellos Pritam Chakraborty como compositores musicales. Con quien más adelante formaron el dúo musical llamado "Gannguli-Pritam". En el 2002 par la película titulada "Yash Raj" fue dirigida por el mismo director Sanjay Gadhvi y producida por producciones "Mere Yaar Ki Shaadi Hai", en la que el dúo Gannguli-Pritam fueron los autores de componer una canción para dicha película.
Después de la separación del dúo, Jeet comenzó a trabajar en solitario para las demás películas del cine hindi y bengalí, como también para series de televisión y jingles. Jeet Ganguly también ha compuesto temas musicales para el cantante Sonu Nigam, una canción titulada'aa ja BHI tu kahin sí'.

## Discografía para el Bollywood
|  | Denotes films that have not yet been released |

| Año  | Película                        | Canciones | Notas                                                   |
| 2001 | Tere Liye                       | "All Songs" | Along with Pritam                                       |
| 2002 | Mere Yaar Ki Shaadi Hai         | "All Songs" | Along with Pritam                                       |
| 2008 | Cheenti Cheenti Bang Bang       | "All Songs" | Animation Film                                          |
| 2009 | Morning Walk                    | "All Songs" | Mirchi Music Awards Upcoming Music Composer of The Year |
| 2010 | Mumbai Cutting                  | "Unknown" |                                                         |
| 2012 | Blood Money                     | 5 Songs- Chaahat, Gunaah, Gunaah (Unplgged), Jo Tere Sang, Jo Tere Sang (Remix)                                 |                                                         |
| 2012 | Shirin Farhad Ki Toh Nikal Padi | "All Songs" |                                                         |
| 2012 | Raaz 3                          | "All Songs" Except Deewana kar Raha Hai                                                                         |                                                         |
| 2013 | Aashiqui 2                      | 6 Songs- Chahun Main Ya Naa, Hum Mar Jayenge, Piya Aye Na, Bhula Dena, Milne Hai Mujhse Aayi, Aasan Nahin Yahan | Filmfare Awards IIFA Awards For Best Music Director     |
| 2014 | Youngistaan                     | 2 Songs- Suno Na Sangemarmar, Suno Na Sangemarmar (Remix)                                                       |                                                         |
| 2014 | CityLights                      | "All Songs" |                                                         |
| 2014 | Singham Returns                 | 1 Song- Sun Le Zara                                                                                             |                                                         |
| 2015 | Alone                           | 1 Song- Chand Aasmano Se Laapata                                                                                |                                                         |
| 2015 | Khamoshiyan                     | 4 Songs- Khamoshiyan, Khamoshiyan (Unplgged), Baatein Ye Kabhi Na (Male), Baatein Ye Kabhi Na (Female)          |                                                         |
| 2015 | Mr. X                           | 3 Songs- Mr.X (Title Song), Teri Khushboo (Male), Teri Khushboo (Female)                                        |                                                         |
| 2015 | Welcome to Karachi              | 1 Song- Shakira                                                                                                 |                                                         |
| 2015 | Ishqedarriyaan                  | 1 Song- Ishqedarriyaan (Title Song),                                                                            |                                                         |
| 2015 | Hamari Adhuri Kahani            | 3 Songs- Hamari Adhuri Kahani (Title Track), Hamari Adhuri Kahani (Encore), Yeh Kaisi Jagah                     |                                                         |
| 2016 | Sanam Re                        | 2 Songs- Chhote Chhote Tamashe, Tum Bin                                                                         |                                                         |
| 2016 | One Night Stand                 | Le Challa |                                                         |
| 2016 | Sarbjit                         | Dard |                                                         |
| 2016 | Phir Se...                      | All Songs |                                                         |
| 2016 | Rustom                          | TBA |                                                         |
| 2016 | Ishq Junoon                     | TBA |                                                         |
| 2016 | Junooniyat                      | TBA |                                                         |
| 2016 | Secret                          | TBA |                                                         |

## Discografía para el Bangla
|  | Denotes films that have not yet been released |

| Año  | Película                     | Canciones | Notas                              |
| 2004 | Premi                        | All Songs | Debut in Tollywood as Jeet Ganguly |
| 2004 | Bandhan                      | All Songs |                                    |
| 2005 | Yuddho                       | All Songs |                                    |
| 2005 | Shubhodrishti                | All Songs |                                    |
| 2006 | Hero                         | All Songs |                                    |
| 2006 | Eri Naam Prem                | All Songs |                                    |
| 2006 | Ghatak                       | All Songs |                                    |
| 2006 | Nayak                        | All Songs |                                    |
| 2006 | Priyotoma                    | All Songs |                                    |
| 2006 | Refugee                      | All Songs |                                    |
| 2006 | MLA Fatakeshto               | All Songs |                                    |
| 2007 | I Love You                   | All Songs |                                    |
| 2007 | Tiger                        | All Songs |                                    |
| 2007 | Minister Fatakeshto          | All Songs |                                    |
| 2008 | Lal Kalo                     | All Songs | Animation Film                     |
| 2008 | Premer Kahini                | All Songs |                                    |
| 2008 | Love                         | All Songs |                                    |
| 2008 | Chirodini Tumi Je Amar       | All Songs |                                    |
| 2008 | Mon Mane Na                  | All Songs |                                    |
| 2009 | Saat Paake Bandha            | All Songs |                                    |
| 2009 | Jackpot                      | All Songs |                                    |
| 2009 | Challenge                    | All Songs |                                    |
| 2009 | Poran Jaye Jolia Re          | All Songs |                                    |
| 2009 | Neel Akasher Chandni         | All Songs |                                    |
| 2009 | Keno Kichu Kotha Bolo Naa    | All Songs |                                    |
| 2009 | Prem Aamar                   | All Songs |                                    |
| 2010 | Thana Theke Aschi            | All Songs |                                    |
| 2010 | Bolo Na Tumi Aamar           | All Songs |                                    |
| 2010 | Target: The Final Mission    | All Songs |                                    |
| 2010 | Amanush                      | All Songs |                                    |
| 2010 | Dui Prithibi                 | All Songs |                                    |
| 2010 | Mon Je Kore Uru Uru          | All Songs |                                    |
| 2010 | Sedin Dekha Hoyechilo        | All Songs |                                    |
| 2010 | Kellafate                    | All Songs |                                    |
| 2011 | Paglu                        | All Songs |                                    |
| 2011 | Bhorer Alo                   | All Songs |                                    |
| 2011 | Faande Poriya Boga Kaande Re | All Songs |                                    |
| 2011 | Romeo                        | All Songs |                                    |
| 2011 | System                       | All Songs |                                    |
| 2012 | 100% Love                    | All Songs |                                    |
| 2012 | Le Halua Le                  | All Songs |                                    |
| 2012 | Jaaneman                     | All Songs |                                    |
| 2012 | Awara                        | 2 Songs   |                                    |
| 2012 | Paglu 2                      | All Songs |                                    |
| 2012 | Ekla Akash                   | All Songs |                                    |
| 2012 | Challenge 2                  | 3 Songs   |                                    |
| 2012 | Bapi Bari Jaa                | All Songs |                                    |
| 2013 | Rocky                        | All Songs |                                    |
| 2013 | Boss: Born to Rule           | All Songs |                                    |
| 2013 | Rangbaaz                     | All Songs |                                    |
| 2014 | Chirodini Tumi Je Amar 2     | All Songs |                                    |
| 2014 | Game                         | All Songs |                                    |
| 2014 | Arundhati                    | All Songs |                                    |
| 2014 | Bachchan                     | All Songs |                                    |
| 2015 | Herogiri                     | All Songs |                                    |
| 2015 | Besh Korechi Prem Korechi    | All Songs |                                    |
| 2016 | Ki Kore Toke Bolbo           | 4 Songs   |                                    |
| 2016 | Power                        | All Songs |                                    |
| 2016 | Love Express                 | All Songs |                                    |

## Premios

### Del cine Bengalí
| Año  | Película               | Premio                         | Categoría           |
| ---- | ---------------------- | ------------------------------ | ------------------- |
| 2006 | Yuddho                 | Filmfare Awards East           | Best Music Director |
| 2006 | Shubhodrishti          | Anandalok Awards               | Best Music Director |
| 2007 | MLA Fatakeshto         | Tele Cine Awards               | Best Music Director |
| 2008 | Minister Fatakeshto    | Tele Cine Awards               | Best Music Director |
| 2009 | Chirodini Tumi Je Amar | Anandalok Award                | Best Music Director |
| 2010 | Challenge              | Anandalok Award                | Best Music Director |
| 2010 | Poran Jaye Jolia Re    | Star Jalsa Entertainment Award | Best Music Director |
| 2013 | Bapi Bari Jaa          | Tele Cine Awards               | Best Music Director |
| 2014 | Boss: Born to Rule     | Kalakar Award                  | Best Music Director |
| 2014 | Boss: Born to Rule     | Mirchi Music Awards Bangla     | Best Music Director |
| 2014 | Rangbaaz               | Zee Bangla Gaurav Samman Award | Best Music Director |

### Premios para el cine Hindi
| Año  | Película     | Premio              | Categoría               |
| ---- | ------------ | ------------------- | ----------------------- |
| 2009 | Morning Walk | Mirchi Music Awards | Upcoming Music Director |
| 2014 | Aashiqui 2   | Filmfare Awards     | Best Music Director     |
| 2014 | Aashiqui 2   | Zee Cine Awards     | Best Music Director     |
| 2014 | Aashiqui 2   | IIFA Awards         | Best Music Director     |